# Усть-Бельск
Усть-Бельск — деревня в Каракулинском районе Удмуртии. Расположена на юго-востоке республики на правом берегу реки Кама (Нижнекамское водохранилище) в месте впадения реки Большая Емаша, напротив бывшего устья Белой. Является природным парком «Усть-Бельск».
Сочетание природных факторов, таких как: близость водохранилища и защищённость поселения холмами Сарапульской возвышенности — создает природную аномалию, по мягкости климат можно сравнить с населенными пунктами на 400 км южнее (например, Саратовом), а плодовые деревья начинают здесь цвести на 7-10 дней раньше, чем в Ижевске. Кроме того, водохранилище с многочисленными разливами создаёт прекрасные условия для любителей активного отдыха: охоты и рыбалки.